# Diedorf (Bayern)
Diedorf er en købstad i Landkreis Augsburg i Regierungsbezirk Schwaben i den tyske delstat Bayern, med med knap 10.000 indbyggere.

## Geografi
Byen ligger 8 km vest for Augsburg. Gennem Diedorf løber floden Schmutter.
I kommunen Diedorf ligger også følgende landsbyer og bebyggelser: Anhausen, Biburg, Hausen, Kreppen, Lettenbach, Oggenhof, Vogelsang og Willishausen.
Keimfarben har hovedkvater i Diedorf.